# Liste der Gemarkungen im Landkreis Roth
Die Liste der Gemarkungen im Landkreis Roth umfasst die 113 Gemarkungen des Landkreises Roth im Regierungsbezirk Mittelfranken des Freistaat Bayerns. 17 Gemarkungen sind hiervon gemeindeübergreifend.

## Gemarkungen im Landkreis Roth
| Nr.    | Gemarkung                     | Gemeinde bzw. gemeindefreies Gebiet | Gemeindeteile                                                                                                   | Fläche in km² | Flur- stücke | ⌀-Fläche in m² | Quelle  |
| ------ | ----------------------------- | ----------------------------------- | --- | ------------- | ------------ | -------------- | ------- |
| 093801 | Abenberg                      | Abenberg                            | Abenberg | 8,396         | 2888         | 2907,08        | [ 2 ]   |
| 093808 | Aurau                         | [mehrere]                           | | 12,232        | 2027         | 6034,69        | [ 3 ]   |
| 093808 | Aurau 0                       | Abenberg                            | Bechhofen, Kleinabenberg, Louisenau                                                                             |               |              |                |         |
| 093808 | Aurau 1                       | Büchenbach                          | Asbach, Aurau                                                                                                   |               |              |                |         |
| 093817 | Dürrenmungenau                | Abenberg                            | Dürrenmungenau, Fischhaus, Pippenhof, Weihermühle                                                               | 6,604         | 899          | 7345,47        | [ 4 ]   |
| 093819 | Ebersbach                     | Abenberg                            | Ebersbach, Kapsdorf                                                                                             | 7,211         | 605          | 11356,28       | [ 5 ]   |
| 093871 | Obersteinbach ob Gmünd        | [mehrere]                           | | 11,824        | 1533         | 7712,81        | [ 6 ]   |
| 093871 | Obersteinbach ob Gmünd 0      | Abenberg                            | Obersteinbach ob Gmünd                                                                                          |               |              |                |         |
| 093871 | Obersteinbach ob Gmünd 1      | Georgensgmünd                       | Untersteinbach ob Gmünd                                                                                         |               |              |                |         |
| 093914 | Wassermungenau                | Abenberg                            | Wassermungenau                                                                                                  | 6,890         | 1520         | 4532,79        | [ 7 ]   |
| 093802 | Abenberger Wald               | Abenberger Wald                     | | 3,159         | 9            | 350965,53      | [ 8 ]   |
| 093805 | Allersberg                    | Allersberg                          | Allersberg, Sankt Wolfgang                                                                                      | 11,350        | 3597         | 3155,46        | [ 9 ]   |
| 093806 | Altenfelden                   | Allersberg                          | Allersberg (zum Teil), Altenfelden, Appelhof, Eisbühl, Eppersdorf, Eulenhof, Harrhof, Reckenricht               | 14,351        | 1507         | 9522,61        | [ 10 ]  |
| 093813 | Birkach                       | [mehrere]                           | | 10,951        | 1291         | 8482,93        | [ 11 ]  |
| 093813 | Birkach 0                     | Allersberg                          | Fischhof, Kronmühle, Polsdorf                                                                                   |               |              |                |         |
| 093813 | Birkach 1                     | Roth                                | Birkach, Eichelburg, Hasenbruck, Heubühl, Zwiefelhof                                                            |               |              |                |         |
| 093814 | Brunnau                       | [mehrere]                           | | 13,027        | 630          | 20678,16       | [ 12 ]  |
| 093814 | Brunnau 0                     | Allersberg                          | Brunnau, Guggenmühle, Wagnersmühle                                                                              |               |              |                |         |
| 093814 | Brunnau 1                     | Roth                                | |               |              |                |         |
| 093818 | Ebenried                      | Allersberg                          | Ebenried, Heblesricht, Realsmühle, Reckenstetten, Stockach, Uttenhofen                                          | 14,380        | 1374         | 10465,72       | [ 13 ]  |
| 093828 | Göggelsbuch                   | Allersberg                          | Göggelsbuch, Grashof                                                                                            | 4,535         | 964          | 4704,65        | [ 14 ]  |
| 093856 | Lampersdorf                   | [mehrere]                           | | 6,549         | 860          | 7614,67        | [ 15 ]  |
| 093856 | Lampersdorf 0                 | Allersberg                          | Eismannsdorf, Lampersdorf, Schönbrunn                                                                           |               |              |                |         |
| 093856 | Lampersdorf 1                 | Hilpoltstein                        | Riedersdorf |               |              |                |         |
| 093815 | Büchenbach                    | Büchenbach                          | Breitenlohe, Büchenbach, Hebresmühle                                                                            | 10,557        | 3528         | 2992,21        | [ 16 ]  |
| 093834 | Günzersreuth                  | [mehrere]                           | | 13,127        | 2178         | 6027,08        | [ 17 ]  |
| 093834 | Günzersreuth 0                | Büchenbach                          | Gauchsdorf, Götzenreuth, Neumühle, Schopfhof                                                                    |               |              |                |         |
| 093834 | Günzersreuth 1                | Kammerstein                         | Barthelmesaurach (zum Teil), Günzersreuth, Kammerstein (zum Teil), Neppersreuth, Poppenreuth                    |               |              |                |         |
| 093875 | Ottersdorf                    | [mehrere]                           | | 14,023        | 1746         | 8031,49        | [ 18 ]  |
| 093875 | Ottersdorf 0                  | Büchenbach                          | Kühedorf, Ottersdorf, Tennenlohe, Ungerthal                                                                     |               |              |                |         |
| 093875 | Ottersdorf 1                  | Schwabach                           | Obermainbach |               |              |                |         |
| 093875 | Ottersdorf 2                  | Heidenberg                          | |               |              |                |         |
| 093827 | Georgensgmünd                 | Georgensgmünd                       | Friedrichsgmünd, Georgensgmünd, Hämmerleinsmühle, Hauslach, Oberheckenhofen                                     | 13,274        | 4643         | 2858,83        | [ 19 ]  |
| 093863 | Mäbenberg                     | Georgensgmünd                       | Mäbenberg | 5,169         | 810          | 6381,10        | [ 20 ]  |
| 093878 | Petersgmünd                   | Georgensgmünd                       | Petersgmünd | 4,769         | 1195         | 3990,88        | [ 21 ]  |
| 093887 | Rittersbach                   | [mehrere]                           | | 8,326         | 1446         | 5757,66        | [ 22 ]  |
| 093887 | Rittersbach 0                 | Georgensgmünd                       | Rittersbach, Weinmannshof                                                                                       |               |              |                |         |
| 093887 | Rittersbach 1                 | Roth                                | Unterheckenhofen                                                                                                |               |              |                |         |
| 093909 | Wallesau                      | [mehrere]                           | | 19,084        | 2807         | 6798,65        | [ 23 ]  |
| 093909 | Wallesau 0                    | Georgensgmünd                       | Mauk, Obermauk, Wernsbach                                                                                       |               |              |                |         |
| 093909 | Wallesau 1                    | Roth                                | Wallesau |               |              |                |         |
| 093830 | Greding                       | Greding                             | Achmühle, Buganderl-Keller, Distelmühle, Grabkapelle, Greding, Hintermühle, Lanzmühle, Mittelmühle, Vordermühle | 13,236        | 2901         | 4562,49        | [ 24 ]  |
| 093822 | Esselberg                     | Greding                             | Esselberg | 4,673         | 336          | 13906,76       | [ 25 ]  |
| 093823 | Euerwang                      | Greding                             | Euerwang, Ziegelhof                                                                                             | 6,410         | 441          | 14534,31       | [ 26 ]  |
| 093829 | Grafenberg                    | Greding                             | Grafenberg | 4,720         | 339          | 13922,57       | [ 27 ]  |
| 093831 | Großhöbing                    | Greding                             | Großhöbing, Günzenhofen, Steinmühle, Wildbad                                                                    | 4,763         | 740          | 6436,76        | [ 28 ]  |
| 093839 | Hausen                        | Greding                             | Hausen, Petermühle                                                                                              | 3,956         | 559          | 7076,11        | [ 29 ]  |
| 093841 | Heimbach                      | Greding                             | Heimbach | 3,343         | 256          | 13059,99       | [ 30 ]  |
| 093842 | Herrnsberg                    | Greding                             | Herrnsberg | 5,477         | 572          | 9575,91        | [ 31 ]  |
| 093847 | Kaising                       | Greding                             | Kaising | 3,558         | 376          | 9462,15        | [ 32 ]  |
| 093851 | Kleinnottersdorf              | Greding                             | Kleinnottersdorf, Viehhausen                                                                                    | 4,707         | 393          | 11978,33       | [ 33 ]  |
| 093853 | Kraftsbuch                    | Greding                             | Bleimerschloß, Kraftsbuch, Linden                                                                               | 7,013         | 407          | 17230,01       | [ 34 ]  |
| 093858 | Landerzhofen                  | Greding                             | Attenhofen, Birkhof, Landerzhofen                                                                               | 7,398         | 674          | 10976,04       | [ 35 ]  |
| 093865 | Mettendorf                    | Greding                             | Mettendorf | 2,927         | 291          | 10057,33       | [ 36 ]  |
| 093870 | Obermässing                   | Greding                             | Hofberg, Obermässing, Rotheneichmühle, Wirthsmühle                                                              | 8,289         | 1196         | 6930,73        | [ 37 ]  |
| 093872 | Österberg                     | Greding                             | Österberg | 3,912         | 268          | 14595,63       | [ 38 ]  |
| 093888 | Röckenhofen                   | Greding                             | Röckenhofen | 6,625         | 525          | 12618,33       | [ 39 ]  |
| 093897 | Schutzendorf                  | Greding                             | Schutzendorf | 4,921         | 409          | 12030,72       | [ 40 ]  |
| 093907 | Untermässing                  | Greding                             | Untermässing | 7,799         | 927          | 8412,85        | [ 41 ]  |
| 093840 | Heideck                       | Heideck                             | Heideck, Kreuth                                                                                                 | 3,872         | 1654         | 2340,76        | [ 42 ]  |
| 093803 | Aberzhausen                   | [mehrere]                           | | 3,886         | 385          | 10093,21       | [ 43 ]  |
| 093803 | Aberzhausen 0                 | Heideck                             | Kippenwang, Aberzhausen                                                                                         |               |              |                |         |
| 093803 | Aberzhausen 1                 | Thalmässing                         | Kolbenhof |               |              |                |         |
| 093854 | Laffenau                      | Heideck                             | Fichtenmühle, Höfen, Laffenau, Seiboldsmühle                                                                    | 17,886        | 989          | 18084,45       | [ 44 ]  |
| 093855 | Laibstadt                     | Heideck                             | Laibstadt | 9,516         | 1019         | 9338,34        | [ 45 ]  |
| 093861 | Liebenstadt                   | Heideck                             | Altenheideck, Haag, Liebenstadt, Rambach, Tautenwind                                                            | 12,224        | 1322         | 9246,32        | [ 46 ]  |
| 093894 | Rudletzholz                   | Heideck                             | Rudletzholz | 2,244         | 217          | 10339,26       | [ 47 ]  |
| 093896 | Schloßberg                    | Heideck                             | Schloßberg | 4,335         | 492          | 8810,19        | [ 48 ]  |
| 093901 | Selingstadt                   | Heideck                             | Heideck (zum Teil), Selingstadt                                                                                 | 5,243         | 760          | 6899,08        | [ 49 ]  |
| 093844 | Hilpoltstein                  | Hilpoltstein                        | Aumühle, Hilpoltstein, Knabenmühle, Lösmühle, Seitzenmühle, Stephansmühle, Weiherhaus                           | 8,415         | 4551         | 1849,08        | [ 50 ]  |
| 093836 | Hagenbuch                     | Hilpoltstein                        | Hagenbuch, Häusern, Holzi                                                                                       | 3,488         | 447          | 7802,76        | [ 51 ]  |
| 093843 | Heuberg                       | Hilpoltstein                        | Altenhofen, Auholz, Heuberg, Lochmühle bei Heuberg                                                              | 5,297         | 802          | 6605,34        | [ 52 ]  |
| 093845 | Hofstetten                    | Hilpoltstein                        | Fuchsmühle, Hofstetten, Marquardsholz, Paulusmühle, Schweizermühle                                              | 9,651         | 1658         | 5820,86        | [ 53 ]  |
| 093846 | Jahrsdorf                     | Hilpoltstein                        | Jahrsdorf | 5,982         | 612          | 9774,01        | [ 54 ]  |
| 093849 | Karm                          | Hilpoltstein                        | Karm, Kauerlach, Meilenbach                                                                                     | 4,389         | 365          | 12023,98       | [ 55 ]  |
| 093859 | Lay                           | Hilpoltstein                        | Lay, Tandl | 4,404         | 398          | 11065,85       | [ 56 ]  |
| 093864 | Meckenhausen                  | Hilpoltstein                        | Federhof, Meckenhausen                                                                                          | 7,600         | 1126         | 6749,49        | [ 57 ]  |
| 093866 | Mindorf                       | Hilpoltstein                        | Heindlhof, Mindorf, Zereshof                                                                                    | 3,519         | 399          | 8820,58        | [ 58 ]  |
| 093867 | Mörlach                       | Hilpoltstein                        | Minettenheim, Mörlach                                                                                           | 3,014         | 307          | 9817,39        | [ 59 ]  |
| 093876 | Patersholz                    | Hilpoltstein                        | Eibach, Löffelhof, Patersholz                                                                                   | 5,936         | 702          | 8455,23        | [ 60 ]  |
| 093880 | Pierheim                      | Hilpoltstein                        | Bischofsholz, Pierheim                                                                                          | 4,673         | 450          | 10383,89       | [ 61 ]  |
| 093902 | Sindersdorf                   | Hilpoltstein                        | Sindersdorf | 2,566         | 287          | 8939,34        | [ 62 ]  |
| 093903 | Solar                         | Hilpoltstein                        | Auhof, Grauwinkl, Solar                                                                                         | 5,074         | 606          | 8372,93        | [ 63 ]  |
| 093908 | Tiefenbach                    | [mehrere]                           | | 6,015         | 563          | 10683,12       | [ 64 ]  |
| 093908 | Tiefenbach 0                  | Hilpoltstein                        | Lochmühle bei Oberrödel, Oberrödel                                                                              |               |              |                |         |
| 093908 | Tiefenbach 1                  | Thalmässing                         | Tiefenbach |               |              |                |         |
| 093910 | Unterrödel                    | Hilpoltstein                        | Rothenmühle, Unterrödel, Weihersmühle                                                                           | 4,571         | 622          | 7348,45        | [ 65 ]  |
| 093915 | Weinsfeld                     | Hilpoltstein                        | Weinsfeld | 4,791         | 552          | 8678,57        | [ 66 ]  |
| 093848 | Kammerstein                   | Kammerstein                         | Albersreuth, Haag, Kammerstein, Schattenhof                                                                     | 10,962        | 1435         | 7638,68        | [ 67 ]  |
| 093809 | Barthelmesaurach              | Kammerstein                         | Barthelmesaurach, Hasenmühle, Haubenhof, Mildach, Rudelsdorf                                                    | 8,336         | 1682         | 4955,89        | [ 68 ]  |
| 093912 | Unterreichenbach              | [mehrere]                           | | 13,360        | 2180         | 6128,38        | [ 69 ]  |
| 093912 | Unterreichenbach 0            | Kammerstein                         | Oberreichenbach, Putzenreuth, Volkersgau, Waikersreuth                                                          |               |              |                |         |
| 093912 | Unterreichenbach 1            | Schwabach                           | Unterreichenbach                                                                                                |               |              |                |         |
| 093884 | Rednitzhembach                | Rednitzhembach                      | Oberfichtenmühle, Plöckendorf, Rednitzhembach, Unterfichtenmühle                                                | 5,958         | 2791         | 2134,63        | [ 70 ]  |
| 093913 | Walpersdorf                   | Rednitzhembach                      | Igelsdorf, Untermainbach, Walpersdorf, Weihersmühle                                                             | 7,046         | 2654         | 2654,70        | [ 71 ]  |
| 093891 | Rohr                          | Rohr                                | Christenmühle, Rohr, Weiler                                                                                     | 11,388        | 1697         | 6710,71        | [ 72 ]  |
| 093835 | Gustenfelden                  | Rohr                                | Gustenfelden, Kottensdorf, Wildenbergen                                                                         | 9,742         | 1300         | 7494,22        | [ 73 ]  |
| 093881 | Prünst                        | [mehrere]                           | | 14,955        | 1389         | 10766,78       | [ 74 ]  |
| 093881 | Prünst 1                      | Rohr                                | Dechendorf, Gaulnhofen, Leuzdorf, Prünst                                                                        |               |              |                |         |
| 093881 | Prünst 0                      | Dechenwald                          | |               |              |                |         |
| 093885 | Regelsbach                    | Rohr                                | Göckenhof, Hengdorf, Leitelshof, Nemsdorf, Regelsbach, Zwieselhof                                               | 12,098        | 1822         | 6640,04        | [ 75 ]  |
| 093892 | Roth                          | Roth                                | Roth, Obere Glasschleife                                                                                        | 13,753        | 7165         | 1919,46        | [ 76 ]  |
| 093811 | Belmbrach                     | Roth                                | Barnsdorf, Belmbrach, Kiliansdorf, Obersteinbach an der Haide, Untersteinbach an der Haide                      | 16,720        | 3640         | 4593,45        | [ 77 ]  |
| 093812 | Bernlohe                      | Roth                                | Bernlohe | 3,777         | 847          | 4458,84        | [ 78 ]  |
| 093820 | Eckersmühlen                  | Roth                                | Brückleinsmühle, Eckersmühlen, Eisenhammer, Haimpfarrich, Hofstetten, Kupferhammer, Leonhardsmühle, Wallersbach | 13,478        | 2558         | 5268,90        | [ 79 ]  |
| 093838 | Harrlach                      | Roth                                | Finstermühle, Harrlach                                                                                          | 3,855         | 366          | 10533,56       | [ 80 ]  |
| 093879 | Pfaffenhofen                  | Roth                                | Meckenlohe, Pfaffenhofen, Pruppach, Untere Glasschleife                                                         | 14,225        | 2172         | 6549,07        | [ 81 ]  |
| 093893 | Rothaurach                    | Roth                                | Rothaurach | 6,980         | 1349         | 5174,51        | [ 82 ]  |
| 093890 | Röttenbach                    | Röttenbach                          | Niedermauk, Röttenbach                                                                                          | 13,913        | 2425         | 5737,48        | [ 83 ]  |
| 093869 | Mühlstetten                   | Röttenbach                          | Mühlstetten, Oberbreitenlohe, Unterbreitenlohe                                                                  | 7,722         | 1566         | 4931,09        | [ 84 ]  |
| 093860 | Leerstetten                   | [mehrere]                           | | 20,740        | 3627         | 5718,27        | [ 85 ]  |
| 093860 | Leerstetten 0                 | Schwanstetten                       | Furth, Hagershof, Harm, Holzgut, Leerstetten, Mittelhembach, Schwand bei Nürnberg (zum Teil)                    |               |              |                |         |
| 093860 | Leerstetten 1                 | Soos                                | |               |              |                |         |
| 093899 | Schwand bei Nürnberg          | Schwanstetten                       | Schwand bei Nürnberg                                                                                            | 12,906        | 2614         | 4937,27        | [ 86 ]  |
| 093904 | Spalt                         | Spalt                               | Kaltenbrunn, Spalt                                                                                              | 8,358         | 2703         | 3092,10        | [ 87 ]  |
| 093821 | Enderndorf am See             | Spalt                               | Enderndorf am See, Heiligenblut, Keilberg, Ottmannsberg, Sägmühle, Stockheim                                    | 9,153         | 1010         | 9062,40        | [ 88 ]  |
| 093826 | Fünfbronn                     | Spalt                               | Fünfbronn, Nagelhof, Schnittling, Trautenfurt                                                                   | 7,248         | 861          | 8417,62        | [ 89 ]  |
| 093833 | Großweingarten                | Spalt                               | Egelmühle, Großweingarten, Hagsbronn, Hügelmühle, Steinfurt, Straßenhaus, Wasserzell                            | 10,928        | 2006         | 5447,80        | [ 90 ]  |
| 093868 | Mosbach                       | Spalt                               | Engelhof, Güsseldorf, Massendorf, Mosbach                                                                       | 11,070        | 1219         | 9081,49        | [ 91 ]  |
| 093917 | Wernfels                      | Spalt                               | Hohenrad, Höfstetten, Nagelhof, Stiegelmühle, Theilenberg, Untererlbach, Wernfels                               | 8,895         | 1830         | 4860,59        | [ 92 ]  |
| 093906 | Thalmässing                   | Thalmässing                         | Heimmühle, Thalmässing                                                                                          | 6,093         | 1722         | 3538,48        | [ 93 ]  |
| 093804 | Alfershausen                  | Thalmässing                         | Alfershausen | 5,733         | 687          | 8344,49        | [ 94 ]  |
| 093807 | Aue                           | Thalmässing                         | Aue, Kochsmühle                                                                                                 | 4,047         | 745          | 5431,71        | [ 95 ]  |
| 093816 | Dixenhausen                   | Thalmässing                         | Dixenhausen, Graßhöfe                                                                                           | 2,329         | 498          | 4677,40        | [ 96 ]  |
| 093824 | Eysölden                      | Thalmässing                         | Eysölden, Neumühle, Ziegelhütte                                                                                 | 6,530         | 1064         | 6137,48        | [ 97 ]  |
| 093837 | Hagenich                      | Thalmässing                         | Bergmühle, Eckmannshofen, Gebersdorf, Hagenich                                                                  | 3,199         | 434          | 7371,60        | [ 98 ]  |
| 093850 | Kleinhöbing                   | Thalmässing                         | Kleinhöbing, Zinkelmühle                                                                                        | 3,609         | 470          | 7679,22        | [ 99 ]  |
| 093857 | Landersdorf                   | Thalmässing                         | Feinschluck, Göllersreuth, Hundszell, Kätzelmühle, Landersdorf                                                  | 6,487         | 587          | 11051,75       | [ 100 ] |
| 093862 | Lohen                         | Thalmässing                         | Kammühle, Lohen                                                                                                 | 1,824         | 321          | 5683,38        | [ 101 ] |
| 093873 | Offenbau                      | Thalmässing                         | Offenbau | 5,331         | 887          | 6010,16        | [ 102 ] |
| 093874 | Ohlangen                      | Thalmässing                         | Ohlangen, Rabenreuth                                                                                            | 3,708         | 423          | 8766,03        | [ 103 ] |
| 093882 | Pyras                         | Thalmässing                         | Pyras | 3,154         | 463          | 6812,02        | [ 104 ] |
| 093886 | Reinwarzhofen                 | Thalmässing                         | Reinwarzhofen                                                                                                   | 2,423         | 290          | 8354,95        | [ 105 ] |
| 093900 | Schwimbach                    | Thalmässing                         | Appenstetten, Schwimbach, Stetten                                                                               | 5,662         | 794          | 7130,99        | [ 106 ] |
| 093905 | Stauf                         | Thalmässing                         | Stauf, Steindl                                                                                                  | 5,394         | 546          | 9879,30        | [ 107 ] |
| 093911 | Waizenhofen                   | Thalmässing                         | Waizenhofen | 5,256         | 515          | 10205,19       | [ 108 ] |
| 093916 | Wendelstein                   | Wendelstein                         | Wendelstein | 7,407         | 4949         | 1496,67        | [ 109 ] |
| 093825 | Forst Kleinschwarzenlohe      | [mehrere]                           | | 15,007        | 231          | 64963,61       | [ 110 ] |
| 093825 | Forst Kleinschwarzenlohe 2    | Wendelstein                         | |               |              |                |         |
| 093825 | Forst Kleinschwarzenlohe 0    | Forst Kleinschwarzenlohe            | |               |              |                |         |
| 093832 | Großschwarzenlohe             | [mehrere]                           | | 7,137         | 2916         | 2447,66        | [ 111 ] |
| 093832 | Großschwarzenlohe 1           | Wendelstein                         | Erichmühle, Großschwarzenlohe, Sorg                                                                             |               |              |                |         |
| 093832 | Großschwarzenlohe 0           | Schwabach                           | Schaftnach, Schwarzach bei Schwabach                                                                            |               |              |                |         |
| 093852 | Kleinschwarzenlohe            | [mehrere]                           | | 5,175         | 2637         | 1962,55        | [ 112 ] |
| 093852 | Kleinschwarzenlohe 1          | Wendelstein                         | Kleinschwarzenlohe, Königshammer, Neuses                                                                        |               |              |                |         |
| 093852 | Kleinschwarzenlohe 0          | Schwabach                           | |               |              |                |         |
| 093883 | Raubersried                   | Wendelstein                         | Dürrenhembach, Raubersried, Sperberslohe                                                                        | 21,340        | 1396         | 15286,55       | [ 113 ] |
| 093889 | Röthenbach bei Sankt Wolfgang | Wendelstein                         | Gugelhammer, Nerreth, Röthenbach bei Sankt Wolfgang                                                             | 10,668        | 1880         | 5674,40        | [ 114 ] |